# ポップ・アイコン
ポップ・アイコン（Pop icon）は、セレブリティ、キャラクター、または何かしらの物体であり、その大衆文化における露出が、特定の社会または時代における決定的な特徴を構成するものと見なされている。この用語の使用は、明確に客観的な基準というものが存在しないため、主に主観的なものとなっている。分類は通常、永続性、遍在性、卓越性などの要素に関連付けられている。さらに、「ポップ・アイコン」のステータスは、歴史的な人物などポップ・カルチャー以外の悪名と区別できる。なお、一部の歴史的な人物は、その時代において「ポップ・アイコン」のステータスに達したと認識されており、そのようなステータスが現在まで続いていく可能性がある。前時代のポップ・アイコンには、ベンジャミン・フランクリンやモーツァルトが含まれる。

## 属性と起源

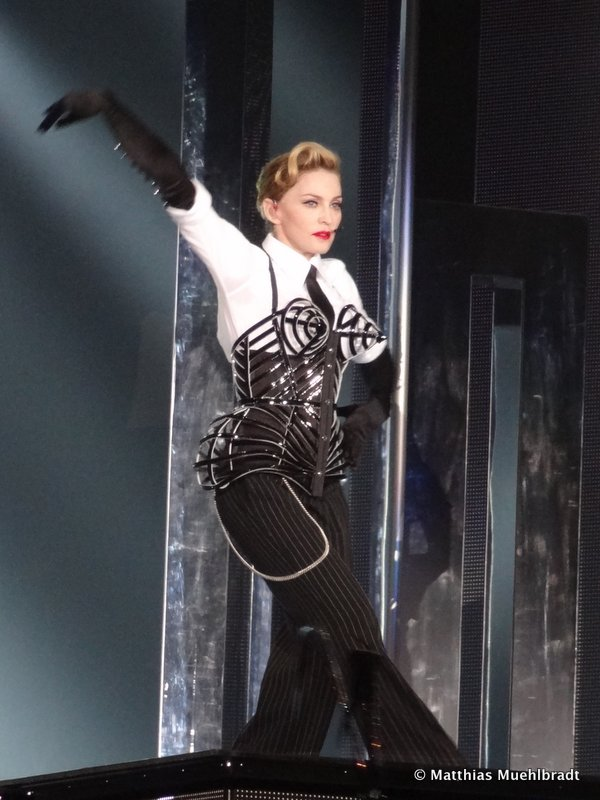
記号論者のマルセル・ダネシは、セレブリティ文化における「アイコン」という言葉の使用に関する触媒の役割を果たしているのはマドンナ（写真）であると評した

トロント大学の記号論と言語人類学の教授であるマルセル・ダネシは、『Language, Society, and New Media: Sociolinguistics』で以下のように引証した。「イコン (アイコン)」という言葉は「宗教用語に由来し、セレブリティ文化において初めて使用されたのはアメリカのポップ歌手マドンナを表すためにおいてである」。それに続けて解説を加え、この単語は「現在、男性または女性を問わず、広く知られている有名人を指すために使用されている」と主張した。オックスフォード現代英英辞典や汎スペイン語圏疑問辞典 (Diccionario panhispánico de dudas) など世界中の辞書には、「アイコン」の新しい意味を解説するためにマドンナの名前が掲載されている。

### 永続性
通常、有名人の「ポップ・アイコン」のステータスは、悪名の永続性を条件としている。これは、悪名や認識が特定のサブカルチャーに限定される可能性が高いカルト・アイコンとは対照的である。いくつかのポップ・アイコンは、そのキャリアを積んだ分野において永続的で消えないマークを残し、その後、社会全体で永続的に認知される地位を獲得した。

### 遍在性
「ポップ・アイコン」のステータスの一般的な要素には、そのアイコンの画像や、アイコンへの言及の遍在性がある。そのようなアイコンが、有名人の地位の元となった源泉以外の場所で存在が認識されもてはやされることも一般的である。この例には、漫画、Tシャツ、グリーティングカード、その他多くのコンテキストにそのイメージと遺産が使われている物理学者のアルベルト・アインシュタインがいる。

### 卓越性
多くの場合、「ポップ・アイコン」のステータスは、社会的理想または社会の典型との際立った関連性を意味する。象徴的な人物が、この関連性を強調するために使用されるニックネームを持っていることは珍しくない。そのような個人の名前そのものが、一般的な単語や概念の同義語として使用されることもある。
ピーター・パン、クマのプーさん、ミッキーマウス、バッグス・バニー、トムとジェリー、白雪姫、スーパーマン、バットマン、スパイダーマン、ジェームズ・ボンド、ダース・ベイダー、ドクター・フー、ザ・シンプソンズ、ハリー・ポッター、メリー・ポピンズ、マリオ、カーミット、スポンジ・ボブ、ミニオンズ、ピカチュウ、アリス、ウィリー・ウォンカ、シャーロック・ホームズ、バズ・ライトイヤーなどの架空のキャラクターは、ポップ・アイコンと見なされている。無生物の存在でさえ、ポップ・アイコンとして認識されている。
一部の存在は、O・J・シンプソン裁判の場合のような世間の注目を集める特定のイベントによって、一時的に、またはコンテキスト固有のものとして「ポップ・アイコン」のステータスを達成することもある。

## 参照
- 文化的アイコン
- 大衆文化
- アート・ポップ
- ポピュラー音楽における名誉な愛称